# Йеше Дордже
Единадесетият Кармапа Йеше Дордже (1676 – 1702) е роден в Мар в провинция Кхам на източен Тибет. Малкото момче често разказвало на роднините си за ярките прозрения, които преживява и това силно ги забавлявало. Това обаче не продължава дълго и забавлението преминало в почит заради покоряващото величие, което детето излъчва и заради дълбочината на думите му. Скоро детето е разпознато от велиия тертон Минджур Дордже, а след това и интронизирано в манастира Цурпху от Седмия Шамар Ринпоче Йеше Нингпо. Освен него негови учители са Гялцап Ринпоче, Третият Карма Тинлейпа, тертоните Минджур Дордже и Таксам Нуден Дордже. Кармапа открива и интронизира Осмия Шамарпа Палчен Чьокий Дьондруб, както и следващите прераждания на Ситупа Тенпе Ниндже и Паво Ринпоче Чьокий Дьондруб. Негови ученици са и Тево Ринпоче и Карма Тензин Тардже.
Съвременниците твърдят, че силата на Йеше Дордже се проявявала твърде недвусмислено, като например да еманира в няколко тела и да дава поучения на няколко души едновременно. Единадесетият е най-кратко живелият Кармапа. Той умира на двадесет и шест годишна възраст, като поверява отговорността за линията на Шамар Ринпоче.